# 李蕃 (崇禎進士)
李蕃（？—？），號濩水，山西平阳府阳城县白巷里人，明末清初官员。

## 生平
天啓四年（1624年）甲子科山西乡试舉人，十三年（1640年）庚辰科進士，兵部观政，本年授陕西朝邑县知县。

## 引用
1. ↑  《崇禎十三年庚辰科進士三代履歷》：李蕃，曾祖朝勋，江西九江巡简；祖季春；父可知。濩水，易四房，乙巳年三月十一日生，阳城县人，甲子四十一名，会试二百九名，二甲五十六名。兵部观政，本年授朝邑知县。
2. ↑  《山西通志》